# Fakhr al-Din Masud
Fakhr al-Din Masud (? - 1163 o 1164) fou un príncep gúrida de la família xansabànida del Ghur. Era fill d'Izz al-Din Husayn Xansabani i germà de Sayf al-Din Suri. El seu germà Sayf al-Din va repartir els seus territoris entre els seus germans (1146) i a Fakhr al-Din Masud se li va donar les terres del curs superior del riu Hari Rud (o Heri Rud) amb centre a Kashi probablement amb títol d'emir potser canviat més tard a malik. Va participar amb el seu germà Ala al-Din Husayn a la campanya que va portar a la conquesta i destrucció de Gazni (1150/1151) i Bust (1151).
Vers el 1155 Ala al-Din va fer campanya al Ghardjistan i la vall superior del riu Murghab, ocupant Bamian i el Tukharistan. A Bamian va instal·lar com a malik a Fakhr al-Din Masud, dominant aquesta ciutat, Tukharistan, Badakhxan i Xughnan fins a l'Oxus.
Fakhr al-Din de Bamian va aspirar al poder (vers 1163) a la mort de Sayf al-Din Muhàmmad, fill d'Ala al-Din, i es va aliar als governadors turcs d'Herat, Tadj al-Din Yildiz, i de Balkh, Ala al-Din Kamač, però la coalició fou derrotada per Ghiyath al-Din Muhammad a Ragh-i Zar a la vall de l'Hari Rud. Ghiyath al-Din va fer campanya aleshores a Zamindawar, al Badghis i al Ghardjistan, regions que va annexionar. A la seva mort el va succeir el seu fill Xams al-Din Muhàmmad.